# Нешто сасвим лично
Нешто сасвим лично (енгл. Up Close & Personal) је романтична филмска драма из 1996, са Мишел Фајфер и Робертом Редфордом у главним улогама.

## Радња
Остарели новинар Ворен Џастис полако се спушта са телевизијске орбите. Познанство са лепом девојком Сали оживљава у њему његов некадашњи укус за професију. У њој открива таленат ТВ водитеља и преузима обавезу да подучава замршености новинарства. Међу њима се развијају романтична осећања. На крају, Сали престиже свог учитеља у професионалном пољу и постиже невиђену популарност. Ворен мора да прибегава све опаснијим методама како не би потпуно остао у њеној сенци.

## Улоге
| Глумац         | Улога         |
| -------------- | ------------- |
| Мишел Фајфер   | Сали Етвотер  |
| Роберт Редфорд | Ворен Џастис  |
| Стокард Чанинг | Марша Мегрет  |
| Џо Мантења     | Баки Теранова |
| Кејт Нелиген   | Џоана         |
| Глен Пламер    | Нед Џексон    |
| Диди Фајфер    | Луен Етвотер  |